# Royal Orfeum
Az egykori Royal Orfeum varietészínház 1908–1933 között Budapest legszínvonalasabb mulatóhelye volt.

## Története
A színház 1908. október 3-án Budapesten, az Erzsébet körút 31. sz. alatt nyitotta meg kapuit Keleti Károly és Fodor Oszkár finanszírozásával. Előbb Braun Sándor, majd 1910-től Bálint Dezső,  Tarján Vilmos, Zerkovitz Béla, Schmidt Mihály cirkuszigazgató, végül Somogyi Kálmán igazgatták. Főrendezője Herczeg Jenő, karmestere Márkus Alfréd, díszlettervezője mintegy két évtizedig Vogel Eric volt. 1933 után épülete operettszínház ként, majd kabaréként működött. 1935-től Royal Színház néven  Föld Aurél igazgatta két évig. 1940-ben Royal Varieté Színház Falussy István, 1941-től Royal Revüszínház Heinemann Sándor vezetésével. Műsorán Zerkovitz Béla, Leo Fall, Márkus Alfréd operettjeit mutatták be. Világsztárok is felléptek, így 1929-ben Josephine Baker, 1930-ban Grock, Jushnij Kék madár együttese, Charlie Rivel társasága, Bob Gray világrevüje. 
A második világháború után, 1945. május 7-én az első színházak közt Royal Revü Varieté néven nyílt meg. Igazgatói Szentiványi Kálmán és Gonda György, majd Ehrenthal Teddy (jónevű artistaszakember) voltak. Műsorán főként artistaprodukciók szerepeltek, de revüiben jónevű kabarészerzők és -színészek is felléptek. 1949. október 14-én Fővárosi Varieté néven a Fővárosi Népszórakoztató Intézmények igazgatósága alatt működött. 1951-től a neve Fővárosi Víg Színház lett, ahol háromfelvonásos operetteket játszottak Fejér István irányításával. Első emeletén három kabaré működött: 1913–1920 között a Sörkabaré, Szőke Szakáll vezetésével, 1920-tól Kővári Gyula Bonbonnière-je, 1924-ben Fritz Ödön Papagáj Kabaréja, amely mindössze három műsort mutatott be.
A Sörkabaréban kezdte pályáját Salamon Béla. A konferansziék közül Nagy Endre, Kővári Gyula, Rátonyi Róbert, Szentiványi Kálmán szerepeltek itt.
Az épületet 1953-ban lebontották. Helyére épült a Madách Színház, amely 1961-ben nyílt meg.